# Phép cộng

3 + 2 = 5 quả táo, một ví dụ phổ biến trong sách giáo khoa

Phép cộng (tiếng Anh: Addition) thường được biểu thị bằng ký hiệu cộng "+" là một trong bốn phép toán cơ bản của số học cùng với phép trừ, nhân và chia. Kết quả của phép cộng hai số tự nhiên là giá trị tổng của hai số đó. Ví dụ trong hình bên cho thấy ba quả táo và hai quả táo được gộp lại tạo thành tổng gồm năm quả táo, tương đương với biểu thức toán học "3 + 2 = 5" hay "3 cộng 2 bằng 5".
Cùng với phép đếm, phép cộng có thể được định nghĩa và thực hiện không thông qua những đối tượng cụ thể mà chỉ thông qua một khái niệm trừu tượng được gọi là số, chẳng hạn như số nguyên, số thực và số phức. Phép cộng thuộc về số học, một nhánh của toán học. Trong đại số, một nhánh khác của toán học, phép cộng cũng có thể được thực hiện trên các khái niệm trừu tượng khác, chẳng hạn như vectơ và ma trận.
Phép cộng có một số tính chất quan trọng. Nó có tính giao hoán, nghĩa là không phụ thuộc vào vị trí của các số được cộng, và có tính kết hợp, nghĩa là khi cộng nhiều hơn hai số thì thứ tự thực hiện phép cộng không làm thay đổi kết quả. Phép cộng lặp lại số 1 giống với phép đếm; phép cộng một số với số 0 cho kết quả là chính số đó. Phép cộng cũng tuân theo một số nguyên tắc liên quan đến các phép toán khác như phép trừ và phép nhân.
Thực hiện phép cộng là một trong những công việc đơn giản nhất về số. Trẻ mới chập chững biết đi dễ tiếp cận với phép cộng các số rất nhỏ; phép cộng cơ bản nhất, 1 + 1, có thể thực hiện được bởi trẻ sơ sinh nhỏ đến năm tháng tuổi và một số cá thể các loài động vật khác. Trong giáo dục tiểu học, học sinh được dạy cộng các số trong hệ thập phân, bắt đầu từ một chữ số và nâng cao dần lên giải quyết những bài toán khó hơn. Có nhiều công cụ cơ học hỗ trợ tính cộng, từ bàn tính cổ đại đến máy tính hiện đại, trong khi việc nghiên cứu về các cách thực hiện phép cộng hiệu quả nhất vẫn còn tiếp tục cho đến ngày nay.

## Ký hiệu và thuật ngữ

Dấu cộng

Phép cộng được viết bằng dấu cộng "+" giữa hai số được cộng; tức là trong ký hiệu trung tố. Kết quả được biểu thị sau dấu bằng. Ví dụ:
{\displaystyle 1+1=2} ("một cộng một bằng hai")
{\displaystyle 2+2=4} ("hai cộng hai bằng bốn")
{\displaystyle 1+2=3} ("một cộng hai bằng ba")
{\displaystyle 5+4+2=11} (xem phần "kết hợp" bên dưới)
{\displaystyle 3+3+3+3=12} (xem phần "nhân" bên dưới)

Phép cộng theo cột – các số trong cột là số được cộng vào và tổng được ghi dưới dấu gạch ngang.

Có một số trường hợp phép cộng được "hiểu" dù không có ký hiệu nào xuất hiện:
- Một số nguyên đứng ngay trước một phân số cho biết tổng của hai số và được gọi là hỗn số.[2] Ví dụ:

3½ = 3 + ½ = 3,5.
Ký hiệu này có thể gây nhầm lẫn vì trong đa số trường hợp khác, hai số đặt liền kề nhau biểu thị phép nhân.
Tổng của một chuỗi các số có thể được biểu diễn bằng ký hiệu sigma, một ký hiệu để biểu thị ngắn gọn phép lặp. Ví dụ:
{\displaystyle \sum _{k=1}^{5}k^{2}=1^{2}+2^{2}+3^{2}+4^{2}+5^{2}=55.}
Trong tiếng Việt, số (hoặc vật) được cộng thêm vào trong phép cộng thông thường được gọi chung là số hạng, còn trong tiếng Anh, chúng có thể được gọi là term, addend hoặc summand. Các thuật ngữ này cũng áp dụng được cho phép lấy tổng của nhiều số và dùng để phân biệt với thừa số, tức là các số được nhân lại với nhau. Một số tác giả còn gọi tên số hạng đầu tiên là augend. Thực tế, trong thời Phục Hưng, nhiều tác giả thậm chí còn không thừa nhận số hạng đầu tiên là addend. Ngày nay, do tính giao hoán của phép cộng nên từ augend rất hiếm khi được dùng và các số hạng đều được gọi là addend.
Tất cả các thuật ngữ trên đều có nguồn gốc từ tiếng Latinh. Từ addition và add trong tiếng Anh đến từ động từ tiếng Latinh addere. Từ addere là từ ghép gồm hai âm tiết: ad nghĩa là "đến" và dare nghĩa là "cho" (đến từ gốc từ Ấn-Âu nguyên thủy *deh₃- có nghĩa là "cho"), nên add có nghĩa là "cho vào". Thêm vào hậu tố động danh từ -nd thì được từ addend nghĩa là "thứ được cộng vào". Tương tự, từ động từ augere ("tăng") ta có từ augend ("thứ được tăng lên").

Phần minh họa từ The Art of Nombryng, một trong những sách giáo khoa số học tiếng Anh đầu tiên vào thế kỷ 15.

Sum và summand có từ danh từ tiếng Latinh summa nghĩa là "đỉnh, điểm cao nhất" và động từ tương ứng summare. Điều đó thích hợp không chỉ vì tổng của hai số dương lớn hơn chính hai số đó, mà còn do quan niệm của người Hy Lạp cổ đại và La Mã cổ đại là cộng về phía trên, trái ngược với thực tế hiện đại là cộng về phía dưới, vì vậy một tổng lớn hơn các số hạng theo nghĩa đen. Từ addere và summare xuất hiện sớm nhất từ thời Boethius nếu không phải từ một số tác giả La Mã trước thời của ông như Vitruvius và Frontinus; Boethius còn có thêm một số thuật ngữ khác để chỉ phép cộng. Từ adden và adding trong tiếng Anh trung đại do Chaucer phổ biến.
Dấu cộng "+" (Unicode: U+002B; ASCII: &#43;) là viết tắt của từ Latinh et có nghĩa là "và". Nó xuất hiện trong các công trình toán học có niên đại ít nhất là từ năm 1489.

## Giải thích
Phép cộng được dùng để mô hình hóa nhiều quá trình vật lý. Ngay cả đối với trường hợp cộng số tự nhiên, có nhiều cách giải thích khả dĩ và miêu tả trực quan.

### Hợp các tập hợp

Minh họa phép cộng 3 + 2 = 5 khi hợp các tập hợp

Cách giải thích phép cộng cơ bản nhất có thể đến từ việc hợp các tập hợp lại với nhau:
- Khi hai hay nhiều tập hợp rời rạc được kết hợp lại thành một tập hợp duy nhất, số đối tượng trong tập hợp mới bằng tổng số đối tượng có trong các tập hợp ban đầu.

Giải thích này dễ hình dung, rõ ràng và hữu ích với toán học nâng cao; về định nghĩa chính xác chịu ảnh hưởng từ nó, xem mục Số tự nhiên bên dưới. Tuy nhiên, không rõ người ta phải mở rộng dạng phép cộng này như thế nào để bao gồm cả phân số và số âm.
Có thể khắc phục bằng cách xét các đối tượng trong tập hợp dễ phân chia, chẳng hạn như cái bánh hoặc thậm chí là vài thanh ngắn phân nhỏ. Ở đây có thể nối đầu của các thanh này lại, tức là đã minh họa một khái niệm khác về phép cộng: không phải cộng trực tiếp các thanh mà là cộng độ dài của chúng.

### Mở rộng độ dài

Minh họa phép cộng đại số 2 + 4 = 6 trên trục số. Lần lượt dịch chuyển 2 đơn vị rồi 4 đơn vị thì kết quả giống như khi dịch chuyển 6 đơn vị.

Minh họa phép cộng một ngôi 2 + 4 = 6 trên trục số. Một lần dịch chuyển 4 đơn vị tương đương với bốn lần dịch chuyển 1 đơn vị.

Một cách giải thích thứ hai về phép cộng đến từ việc kéo dài một độ dài ban đầu thêm một độ dài cho trước:
- Khi một độ dài ban đầu được kéo dài thêm một khoảng nhất định thì độ dài cuối cùng là tổng của độ dài ban đầu và độ dài của phần mở rộng đó.[17]

Tổng a + b có thể được hiểu là một phép toán hai ngôi kết hợp a và b, theo nghĩa đại số, hoặc nó cũng có thể được hiểu là cộng thêm b đơn vị vào a. Theo cách hiểu thứ hai, các phần trong tổng a + b đóng vai trò bất đối xứng và phép toán a + b được xem là áp dụng phép toán một ngôi +b vào a. Thay vì gọi chung cả a và b là số hạng, sẽ phù hợp hơn khi gọi a là số hạng thứ nhất (augend), vì a đóng vai trò thụ động. Cách nhìn này cũng có ích khi bàn về phép trừ, vì mỗi phép toán cộng một ngôi có một phép toán trừ một ngôi nghịch đảo và ngược lại.

## Tính chất

### Giao hoán

4 + 2 = 2 + 4 (khối gạch)

Phép cộng có tính giao hoán, nghĩa là có thể thay đổi vị trí các số hạng trong một phép cộng nhưng kết quả vẫn giữ nguyên. Với a và b là hai số bất kỳ thì
a + b = b + a.
Một số phép toán hai ngôi khác (chẳng hạn như phép nhân) cũng có tính giao hoán, nhưng nhiều phép toán khác (trong đó có phép trừ và phép chia) không có tính chất này.

### Kết hợp

2 + (1 + 3) = (2 + 1) + 3 (thanh chia phần)

Phép cộng có tính kết hợp, nghĩa là khi cộng ba hay nhiều số thì thứ tự của phép toán không làm thay đổi kết quả.
Chẳng hạn, với ba số a, b và c bất kỳ thì biểu thức a + b + c nên được định nghĩa như thế nào để có nghĩa là (a + b) + c hay a + (b + c)? Thực tế, do tính chất kết hợp của phép cộng nên hai cách hiểu này là giống nhau, hay (a + b) + c = a + (b + c). Ví dụ, (1 + 2) + 3 = 3 + 3 = 6 = 1 + 5 = 1 + (2 + 3).
Khi phép cộng được dùng chung với các phép toán khác, thứ tự của phép toán trở nên quan trọng: phép cộng có cấp độ ưu tiên ngang với phép trừ và thấp hơn lũy thừa, căn bậc n, phép nhân và phép chia.

### Phần tử đơn vị

5 + 0 = 5 (túi dấu chấm)

Khi cộng một số bất kỳ với số 0 thì số đó không thay đổi; 0 là phần tử đơn vị được cộng vào và còn được gọi là đơn vị cộng. Với a bất kỳ,
a + 0 = 0 + a = a.
Định luật này lần đầu tiên được xác định trong Brāhmasphuṭasiddhānta của Brahmagupta năm 628 dù ông không viết bằng ký hiệu đại số và chia thành ba trường hợp tùy thuộc vào a là số dương, số âm hoặc số 0. Các nhà toán học Ấn Độ về sau đã tinh chỉnh khái niệm này; vào khoảng năm 830, Mahavira viết "số 0 trở thành một thứ giống như những gì được thêm vào nó", tương ứng với phép toán một ngôi 0 + a = a. Thế kỷ 12, Bhaskara viết "Trong phép cộng cipher [số 0] hoặc phép trừ cho nó, một số dương hay âm vẫn được giữ như cũ", tương ứng với phép toán một ngôi a + 0 = a.

### Đơn vị
Để cộng các đại lượng vật lý có đơn vị đo thì chúng phải được thể hiện bằng cùng một đơn vị. Ví dụ, cộng 50 mililít vào 150 mililít thì được 200 mililít. Tuy nhiên, nếu độ dài 2 mét được kéo dài thêm 10 centimét thì tổng là 210 centimét, vì 2 mét tương đương với 200 centimét. Mặt khác, phép cộng 3 mét với 4 mét vuông thường là vô nghĩa vì các đơn vị đo đó không thể so sánh được; đây là dạng suy xét cơ bản trong phân tích thứ nguyên.

## Thực hiện phép cộng

### Khả năng bẩm sinh
Các nghiên cứu về sự phát triển kỹ năng toán học ở trẻ em bắt đầu từ khoảng những năm 1980 đã khai thác hiện tượng quen mất: trẻ sơ sinh nhìn lâu hơn vào các tình huống bất ngờ. Một thí nghiệm gieo mầm của Karen Wynn vào nằm 1992 liên quan đến búp bê chuột Mickey bị điều khiển sau màn hình đã chứng minh rằng trẻ sơ sinh năm tháng tuổi dự đoán rằng 1 + 1 bằng 2 và chúng tương đối ngạc nhiên khi một tình huống vật lý dường như đã ngụ ý rằng 1 + 1 bằng 1 hoặc 3. Phát hiện này đã được nhiều phòng thí nghiệm xác nhận qua các phương pháp luận khác nhau. Một nghiên cứu khác năm 1992 với trẻ mới biết đi từ 18 đến 35 tháng tuổi đã nghiên cứu hành vi của chúng bằng cách cho chúng lấy những quả bóng bàn từ một chiếc hộp; trẻ nhỏ nhất trả lời tốt đối với các số nhỏ, trong khi trẻ lớn hơn có thể tính được tổng lớn đến 5.
Ngay cả một số động vật không phải người cũng có khả năng thực hiện phép cộng một cách hạn chế, đặc biệt là linh trưởng. Trong một nghiên cứu năm 1995 dựa trên kết quả nghiên cứu năm 1992 của Wynn (nhưng dùng cà tím thay vì búp bê), khỉ rhesus và khỉ sóc đầu trắng có khả năng thực hiện phép cộng tương tự như trẻ sơ sinh. Đáng kinh ngạc hơn, sau khi được dạy về ý nghĩa của các chữ số Ả Rập từ 0 đến 4, một con tinh tinh có thể tính được tổng của hai số mà không cần phải dạy thêm. Gần đây, voi châu Á đã có khả năng thực hiện các phép tính số học cơ bản.

### Học cộng khi còn nhỏ
Thông thường, kỹ năng thành thạo đầu tiên của trẻ em là đếm. Khi có một vấn để đòi hỏi phải kết hợp hai vật và ba vật lại với nhau, trẻ nhỏ mô hình hóa nó bằng các vật thể, thường là ngón tay hoặc hình vẽ, sau đó đếm tống số. Theo trình độ tăng dần, chúng học hoặc tìm ra cách "đếm lên": khi yêu cầu tìm 2 + 3, trẻ bắt đầu đếm từ số ba (bỏ qua hai số đầu) và nói "ba, bốn, năm" (thường đánh dấu bằng ngón tay) và dừng lại tại năm. Đó là cách có vẻ gần như phổ quát mà trẻ có thể dễ dàng học được từ bạn bè hoặc giáo viên. Đa số trẻ ra nó một cách độc lập. Với kinh nghiệm càng lớn, trẻ học được cách thực hiện phép cộng nhanh hơn khi khai thác tính giao hoán của phép cộng bằng cách đếm từ số lớn hơn, trong trường hợp này là bỏ qua ba số đầu và đếm "bốn, năm". Cuối cùng, trẻ bắt đầu ghi nhớ một số phép cộng cơ sở nhất định ("tách và gộp số"), thông qua kinh nghiệm hoặc học thuộc lòng. Một khi một số lượng phép toán nhất định đã đi vào bộ nhớ, trẻ bắt đầu rút ra những cái chưa biết từ những cái đã biết. Ví dụ, trẻ được yêu cầu cộng 6 và 7 có thể biết rằng 6 + 6 = 12 và do đó 6 + 7 lớn hơn 1 đơn vị hay bằng số 13. Các phép toán cơ sở như vậy có thể được tìm ra rất nhanh và cuối cùng hầu hết học sinh tiểu học dựa vào các phép cộng cơ sở đã được ghi nhớ và suy ra để cộng một cách thuần thục.
Các quốc gia khác nhau giới thiệu về số và số học ở các độ tuổi khác nhau và có nhiều nước dạy phép cộng trước tuổi đi học. Tuy nhiên, nhìn chung trên toàn thế giới, phép cộng được dạy vào cuối năm đầu tiên của cấp tiểu học.

#### Bảng cộng
Trẻ em thường được cho bảng cộng của các cặp số từ 0 đến 9 để nhớ. Biết được bảng đó, có thể thực hiện bất kỳ phép cộng nào.
| + | 0 | 1  | 2  | 3  | 4  | 5  | 6  | 7  | 8  | 9  |
| - | - | -- | -- | -- | -- | -- | -- | -- | -- | -- |
| 0 | 0 | 1  | 2  | 3  | 4  | 5  | 6  | 7  | 8  | 9  |
| 1 | 1 | 2  | 3  | 4  | 5  | 6  | 7  | 8  | 9  | 10 |
| 2 | 2 | 3  | 4  | 5  | 6  | 7  | 8  | 9  | 10 | 11 |
| 3 | 3 | 4  | 5  | 6  | 7  | 8  | 9  | 10 | 11 | 12 |
| 4 | 4 | 5  | 6  | 7  | 8  | 9  | 10 | 11 | 12 | 13 |
| 5 | 5 | 6  | 7  | 8  | 9  | 10 | 11 | 12 | 13 | 14 |
| 6 | 6 | 7  | 8  | 9  | 10 | 11 | 12 | 13 | 14 | 15 |
| 7 | 7 | 8  | 9  | 10 | 11 | 12 | 13 | 14 | 15 | 16 |
| 8 | 8 | 9  | 10 | 11 | 12 | 13 | 14 | 15 | 16 | 17 |
| 9 | 9 | 10 | 11 | 12 | 13 | 14 | 15 | 16 | 17 | 18 |

### Hệ thập phân
Điều kiện tiên quyết để thực hiện phép cộng trong hệ thập phân là cần nhớ lại hoặc suy ra 100 "phép cộng cơ sở" một chữ số. Người ta có thể nhớ thuộc lòng chúng nhưng các kỹ thuật sau đây có hiệu quả hơn với đa số người:
- Tính chất giao hoán: Như đã đề cập ở trên, tính chất a + b = b + a làm giảm số "phép cộng cơ sở" từ 100 xuống còn 55.
- Thêm một hoặc hai: Cộng 1 hoặc 2 là một công việc cơ bản có thể được hoàn thành bằng phép đếm hoặc trực giác.
- Số không: Vì số 0 là đơn vị cộng nên phép cộng số 0 là tầm thường. Tuy nhiên, một số học sinh khi học về số học được giới thiệu về phép cộng rằng nó là một quá trình luôn luôn làm số hạng tăng lên; các bài toán đố có thể giúp việc "loại trừ" số 0 trở nên hợp lý.
- Gấp đôi: Cộng một số với chính nó có liên quan với phép đếm thêm 2 và với phép nhân. Các phép cộng "gấp đôi" tạo thành "cột trụ" cho nhiều phép cộng cơ sở liên quan khác và học sinh thường thấy chúng tương đối dễ hiểu.
- Gần gấp đôi: Một số phép cộng chẳng hạn như 6 + 7 = 13 có thể được suy ra nhanh chóng từ phép cộng "gấp đôi" 6 + 6 = 12 bằng cách cộng thêm 1, hoặc từ 7 + 7 = 14 rồi trừ đi 1.
- Năm và mười: Tổng có dạng 5 + x và 10 + x thường được ghi nhớ sớm hơn và có thể dùng để suy ra các phép cộng khác. Ví dụ, 6 + 7 = 13 có thể được suy ra từ 5 + 7 = 12 bằng cách cộng thêm 1.
- Tạo thành số mười: Một kỹ thuật khác là dùng 10 làm một số trung gian đối với phép cộng có chứa số 8 hoặc số 9; ví dụ, 8 + 6 = 8 + 2 + 4 = 10 + 4 = 14.

Khi học sinh lớn lên, họ ghi lại càng nhiều phép toán hơn vào bộ nhớ và học cách rút ra các phép toán khác một cách nhanh và dễ dàng. Có nhiều học sinh không bao giờ ghi lại tất cả các phép toán vào bộ nhớ nhưng vẫn có thể nhanh chóng tìm ra được bất kỳ phép toán cơ bản nào.

#### Phép nhớ
Cách cơ bản để cộng các số có nhiều chữ số là sắp xếp các số hạng theo chiều dọc và cộng theo từng cột bắt đầu từ cột đơn vị ở bên phải. Nếu một cột lớn hơn 9 thì chữ số còn dư được "nhớ" sang cột tiếp theo. Chẳng hạn, trong phép cộng 27 + 59:
```
  ¹
  2 7
+ 5 9
—————
  8 6
```

- Hàng đơn vị: 7 + 9 = 16, viết 6 nhớ 1 (sang hàng chục)
- Hàng chục: 2 + 5 = 7, thêm 1 là 8. Kết quả là 86.

Ở đây chữ số 1 là phần nhớ. Trong một kỹ thuật khác, phép cộng bắt đầu từ cột ở ngoài cùng bên trái; khi đó, phép nhớ trở nên khó coi hơn, nhưng kỹ thuật này vẫn giúp ta có được kết quả gần đúng của tổng nhanh hơn. Ngoài ra, còn có nhiều phương pháp thực hiện phép nhớ khác nữa.

#### Số thập phân
Số thập phân có thể được cộng theo một dạng khác của quá trình trên. Đầu tiên, xếp hai số thập phân sao cho dấu thập phân ở cùng một vị trí, sau đó thêm các số 0 ở cuối một số thập phân ngắn hơn (nếu cần), rồi thực hiện phép cộng tương tự như trên. Dấu thập phân ở kết quả cuối cùng được đặt ngay tại vị trí của nó trong hai số hạng.
Ví dụ, có thể thực hiện phép cộng 45,1 + 4,34 như sau:
```
   4 5, 1 0
+    4, 3 4
———————————
   4 9, 4 4
```

#### Ký hiệu khoa học
Trong ký hiệu khoa học, các số được viết dưới dạng {\displaystyle x=a\times 10^{b}}, trong đó {\displaystyle a} là phần định trị và {\displaystyle 10^{b}} là phần số mũ. Phép cộng yêu cầu hai số trong ký hiệu khoa học phải có phần số mũ giống nhau để dễ cộng các phần định trị lại với nhau.
Ví dụ:
{\displaystyle 2,34\times 10^{-5}+5,67\times 10^{-6}=2,34\times 10^{-5}+0,567\times 10^{-5}=2,907\times 10^{-5}}

### Hệ đếm ngoài hệ thập phân
Phép cộng trong các hệ đếm cơ số khác rất giống với phép cộng thập phân. Ví dụ, xét phép cộng hai số trong hệ nhị phân. Cộng hai số có một chữ số trong hệ nhị phân tương đối đơn giản qua một dạng của phép nhớ:
0 + 0 → 0
0 + 1 → 1
1 + 0 → 1
1 + 1 → 10, nhớ 1 (vì 1 + 1 = 2 = 0 + (1 × 21))
Cộng hai chữ số "1" thì được một chữ số "0" và 1 được thêm vào cột tiếp theo, tương tự như phép cộng hai số nhất định trong hệ thập phân; nếu kết quả bằng hoặc vượt quá giá trị của cơ số (10) thì chữ số bên trái được tăng thêm 1 đơn vị:
5 + 5 → 0, nhớ 1 (vì 5 + 5 = 10 = 0 + (1 × 101))
7 + 9 → 6, nhớ 1 (vì 7 + 9 = 16 = 6 + (1 × 101))
Đó còn được gọi là phép nhớ. Khi kết quả của phép cộng vượt quá giá trị của một chữ số, thủ tục trước tiên là "nhớ" phần giá trị dư chia cho cơ số (10/10) sang cột bên trái và thêm nó vào giá trị thuộc vị trí tiếp theo. Phép nhớ trong hệ nhị phân được thực hiện tương tự:
```
  
1 1 1 1 1    (phần nhớ)

    0 1 1 0 1
+   1 0 1 1 1
—————————————
  1 0 0 1 0 0 = 36
```

Trong ví dụ này, có hai số được cộng với nhau là 011012 (1310) và 101112 (2310). Hàng trên cùng là các bit trong phần nhớ. Bắt đầu từ cột ngoài cùng bên phải: 1 + 1 = 102, viết 0 nhớ 1; cột thứ hai: 1 + 0 + 1 = 102, viết 0 nhớ 1; cột thứ ba: 1 + 1 + 1 = 112, viết 1 nhớ 1. Tiếp tục như vậy thì kết quả cuối cùng là 1001002 (3610).

#### Áp dụng cho tạp số
Tạp số được định nghĩa là số không được viết theo đơn vị thập phân (như số đo thời gian, số đo góc,...). Để cộng hai tạp số, ta cộng từng đơn vị với nhau và nhớ sang đơn vị tiếp theo nếu cần. Ví dụ dưới đây là kết quả của phép cộng 2 giờ 25 phút 36 giây với 1 giờ 38 phút 40 giây. 
```
    2 giờ 25 phút 36 giây
+   1 giờ 38 phút 40 giây
—————————————————————————
    4 giờ  4 phút 16 giây
```

- 36 + 40 = 76 (giây) = 1 phút 16 giây, viết 16 giây và nhớ 1 phút.
- 25 + 38 + 1 = 64 (phút) = 1 giờ 4 phút, viết 4 phút và nhớ 1 giờ.
- 2 + 1 + 1 = 4 (giờ). Kết quả là 4 giờ 4 phút 16 giây.

### Máy tính
Các máy tính analog làm việc trực tiếp với các đại lượng vật lý, vì vậy cơ chế thực hiện phép cộng của chúng phụ thuộc vào hình thức của phép tính. Bộ công cơ học có thể sử dụng vị trí của các khối trượt làm đại diện cho các số trong phép cộng, trong trường hợp đó, phép cộng được thực hiện nhờ vào một đòn bẩy. Nếu phần được cộng thêm là tốc độ quay của hai trục, chúng có thể được cộng bằng vi sai. Một bộ cộng thủy lực có thể cộng thêm áp lực vào hai khoang bằng cách khai thác định luật thứ hai của Newton để cân bằng lực trên một cụm piston. Tình huống phổ biến nhất của một máy tính analog là cộng hai điện áp; điều này có thể được thực hiện gần đúng với một mạng điện trở, nhưng để tốt hơn thì nên sử dụng một mạch khuếch đại thuật toán.
Phép cộng cũng là nền tảng hoạt động của máy tính kỹ thuật số, trong đó hiệu suất của việc thực hiện phép cộng, đặc biệt là cơ chế nhớ, là một hạn chế quan trọng liên quan đến hiệu suất tổng thể.
Bàn tính là một công cụ tính toán đã được sử dụng nhiều thế kỷ từ trước khi hệ thống chữ số hiện đại được sử dụng, và ngày nay vẫn phổ biến trong giới thương nhân châu Á, châu Phi; nó xuất hiện ít nhất từ 2700-2300 TCN, khi nó được sử dụng tại Sumer.
Blaise Pascal đã phát minh ra máy tính cơ học vào năm 1642; nó là máy tính cộng đầu tiên. Nó sử dụng một cơ chế nhớ dựa vào trọng lực. Nó là máy tính cơ học duy nhất hoạt động trong thế kỷ 17 và là máy tính kỹ thuật số tự động sớm nhất. Máy tính của Pascal bị giới hạn bởi cơ chế mang, nó buộc các bánh quay chỉ quay một chiều để cộng. Giovanni Poleni đã dựa theo Pascal, xây dựng chiếc máy tính cơ học thứ hai vào năm 1709, nó là một chiếc đồng hồ tính toán làm bằng gỗ, khi được thiết lập có thể tự động nhân hai số.

## Phép cộng phân số
{\displaystyle {\frac {a}{b}}+{\frac {c}{d}}={\frac {ad+bc}{bd}}} {\displaystyle (b,d\neq 0)}